# Cristelo Covo
Cristelo Covo é uma localidade portuguesa do Município de Valença que foi sede da extinta Freguesia de Cristelo Covo, freguesia que tinha 3,0 km² de área (2012), 965 habitantes (2011), e, por isso, uma densidade populacional de 321,7 hab./km².
A Freguesia de Cristelo Covo foi extinta em 2013, pela reorganização administrativa do território das freguesias, tendo o seu território sido integrado na então criada União das Freguesias de Valença, Cristelo Covo e Arão.

## População
| População da freguesia de Cristelo Covo | População da freguesia de Cristelo Covo | População da freguesia de Cristelo Covo | População da freguesia de Cristelo Covo | População da freguesia de Cristelo Covo | População da freguesia de Cristelo Covo | População da freguesia de Cristelo Covo | População da freguesia de Cristelo Covo | População da freguesia de Cristelo Covo | População da freguesia de Cristelo Covo | População da freguesia de Cristelo Covo | População da freguesia de Cristelo Covo | População da freguesia de Cristelo Covo | População da freguesia de Cristelo Covo | População da freguesia de Cristelo Covo |
| --------------------------------------- | --------------------------------------- | --------------------------------------- | --------------------------------------- | --------------------------------------- | --------------------------------------- | --------------------------------------- | --------------------------------------- | --------------------------------------- | --------------------------------------- | --------------------------------------- | --------------------------------------- | --------------------------------------- | --------------------------------------- | --------------------------------------- |
| 1864                                    | 1878                                    | 1890                                    | 1900                                    | 1911                                    | 1920                                    | 1930                                    | 1940                                    | 1950                                    | 1960                                    | 1970                                    | 1981                                    | 1991                                    | 2001                                    | 2011                                    |
| 612                                     | 551                                     | 616                                     | 700                                     | 778                                     | 639                                     | 862                                     | 887                                     | 962                                     | 952                                     | 516                                     | 803                                     | 1 043                                   | 847                                     | 965                                     |

| Distribuição da População por Grupos Etários | Distribuição da População por Grupos Etários | Distribuição da População por Grupos Etários | Distribuição da População por Grupos Etários | Distribuição da População por Grupos Etários | Distribuição da População por Grupos Etários | Distribuição da População por Grupos Etários | Distribuição da População por Grupos Etários | Distribuição da População por Grupos Etários | Distribuição da População por Grupos Etários |
| -------------------------------------------- | -------------------------------------------- | -------------------------------------------- | -------------------------------------------- | -------------------------------------------- | -------------------------------------------- | -------------------------------------------- | -------------------------------------------- | -------------------------------------------- | -------------------------------------------- |
| Ano                                          | 0-14 Anos                                    | 15-24 Anos                                   | 25-64 Anos                                   | > 65 Anos                                    |                                              | 0-14 Anos                                    | 15-24 Anos                                   | 25-64 Anos                                   | > 65 Anos                                    |
| 2001                                         | 113                                          | 109                                          | 444                                          | 181                                          |                                              | 13,3%                                        | 12,9%                                        | 52,4%                                        | 21,4%                                        |
| 2011                                         | 117                                          | 100                                          | 538                                          | 210                                          |                                              | 12,1%                                        | 10,4%                                        | 55,8%                                        | 21,8%                                        |